# Bartha Tibor (püspök)
id. Bartha Tibor (Magyarkapud, 1912. július 13. – Budapest, 1995. július 4.) református pap, a Tiszántúli református egyházkerület püspöke 1958-tól 1986-ig, országgyűlési képviselő (1958-1988).

## Életpályája

### Iskolái
1930-ban érettségizett a kunszentmiklósi Baksay Sándor Református Reálgimnáziumban. 1930–1934 között teológiát hallgatott a Debreceni Magyar Királyi Tisza István Tudományegyetem Hittudományi Karán. 1934–1936 között Halléban, Marburgban és Bázelben tanult. 1934–1935 között két lelkészképesítő vizsgát tett. 1938-ban a debreceni Tisza István Tudományegyetemen teológiai doktori oklevelet szerzett. 1940-ben középiskolai vallástanári oklevelet szerzett Debrecenben.

### Püspöki pályafutása
1934–1937 között Hajdúhadházon volt segédlelkész. 1936-ban Sápon, 1937-ben Debrecenben, 1937–1938 között Csaholcon segédlelkészként tevékenykedett. 1938–1945 között ismét Debrecenben lett segédlelkész. 1941–1945 között Munkácson vallásoktató lelkész volt. 1943-ban, Debrecenben szentelték lelkésszé. 1945–1949 között a csaholci gyülekezet lelkipásztoraként dolgozott. 1949-ben Berekfürdőn előbb segédlelkész, majd 1950–1952 között a Lelkészotthon igazgató-lelkésze volt. 1952–1957 között a Debrecen, Árpád téri gyülekezet lelkipásztora volt. 1953–1958 között a Debreceni Református Teológiai Akadémia rendes tanára volt. 1958–1986 között a Debrecen, Nagytemplom Keleti rész gyülekezetének lelkipásztoraként szolgált, valamint a Tiszántúli református egyházkerület püspöke volt. 1959–1987 között a Magyarországi Református Egyház Országos Zsinatának lelkészi elnöke és a Magyarországi Egyházak Ökumenikus Tanácsának elnöke volt. 1964–1978 között Keresztyén Békekonferencia alapító tagja és alelnöke, 1978-tól tiszteletbeli elnöke volt.

### Politikai pályafutása
1954–1968 között a Debreceni Városi Tanács tagja volt. 1958–1964 között a Hazafias Népfront Hajdú-Bihar Megyei Bizottságának tagja volt. 1958–1988 között országgyűlési képviselő volt (Hajdú-Bihar megye és Debrecen: 1958–1967; Hajdú-Bihar megye 3. választókerület: 1967–1971; Hajdú- Bihar megye 8. választókerület: 1971–1980; Hajdú-Bihar megye 10. választókerület: 1980–1985; Országos lista: 1985–1988). 1958–1988 között a Hajdú-Bihar Megyei Tanács tagja volt. 1963–1988 között az Elnöki Tanács tagja volt. 1964–1981 között a Hazafias Népfront Országos Tanácsának tagja volt. 1968-tól az Országos Béketanács és a Béke Világtanács elnökségi tagja volt. 1974-től az Európai Biztonság és Együttműködés Nemzeti Bizottságának alelnöke volt. 1981–1988 között Országos Tanács Elnökségének tagja volt.

## Ügynökmúltja
Az Állambiztonsági Szolgálatok Történeti Levéltára tanúsága szerint Bartha Tibor „Debreceni" fedőnéven szerepelt a Belügyminisztérium III/III-1/c. osztályának hálózati személyei között, a BM III/III. Csoportfőnökség – Belső reakcióellenes elhárítás beszervezett állambiztonsági ügynöke volt.
Bartha, püspöksége idején igyekezett az ÁEH és a belügy elvárásain is túltenni. Példa erre az 1967-es Keresztyén Ifjúsági Egyesület ellen indított per, mely nyomán – a nemzetközi politikai nyomástól tartva – viszonylag enyhe ítéletek születtek, Bartha ezt nehezményezte az ÁEH vezetésénél. Sajnálta az elmulasztott alkalmat, mert meggyőződése szerint kérlelhetetlenebb büntetések jó lehetőséget nyújtottak volna arra, hogy „kisöpörjék a budapesti reakciós fészket."  Nemcsak a budapesti lelkészi kar sorait akarta radikálisan átrendezni, hanem az espereseket is el akarta távolítani, hogy az új esperesek „a kontraszelekció révén Budapesten egybesereglett rendkívül selejtes munkahálózat (lelkipásztorok és presbiterek) fokozatos kicserélését” végrehajtsák.

## Magánélete
1941-ben házasságot kötött Gáborjáni Szabó Szendével. Két gyermekük született: ifj. Bartha Tibor (1944–2010) református teológus és Szende Enikő (1945).

## Művei
- Az isten igéje és igehirdetésünk. Kísérlet a barthi theologia homiletikai problémáinak megértésre (Theológiai Szemle, 1938)
- A munkácsi református egyház középiskolás szórványinternátusa (Pápa, 1944)
- Bartha Tibor, a Tiszántúli Református Egyházkerület püspökének székfoglaló beszéde (Debrecen, 1958)
- A Heidelbergi Káté története Magyarországon. 1563–1965 (Szerkesztő, az előszót írta; Budapest, 1965)
- Örökségünk és feladatunk. A magyarországi református reformáció, a II. Helvét Hitvallás elfogadása 400. évfordulóján rendezett ünnepségek iratai (Szerkesztette és sajtó alá rendezte: Tóth Károly; Budapest, 1968)
- Ige, egyház, nép. I–II. kötet (Budapest, 1972)
- A Szentírás magyarázata. Jubileumi kommentár. I. kötet. 1–5. füzet. és II. kötet. 1–2. füzet (főszerkesztő; Budapest, 1968–1973)
- Hittel és cselekedettel. A Magyarországi Református Egyház 25 éve a szocialista társadalomban (Budapest, 1970)
- Tanulmányok és szövegek a magyarországi református egyház 16. századi történetéből (szerkesztette és az előszót írta; Budapest, 1973)
- A Magyarországi Református Egyház diakóniája (Írta és szerkesztette, Budapest, 1979)

## Díjai
- Magyar Népköztársaság Zászlórendje (1957, 1962, 1972)
- Szent Vladimir Rend II. (1966)
- a Munka Érdemrend arany fokozata (1970)
- Felszabadulási Emlékérem (1970)
- A Budapesti Evangélikus Teológiai Akadémia díszdoktora (1972)
- Szent Vladimir Rend I. (1972, 1982)
- a Kolozsvári Protestáns Teológiai Intézet díszdoktora (1974)
- a Magyar Népköztársaság rubinokkal ékesített zászlórendje (1982)
- Debrecen díszpolgára (1986)